# 아시아 기독교 대학 협회

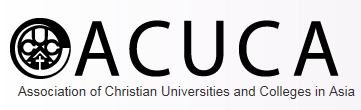

아시아 기독교 대학 협회(Association of Christian Universities and Colleges in Asia, ACUCA)는 아시아의 기독교 대학 단체이다. 1976년에 발족하였다. 대한민국 7개교, 미얀마 1개교, 인도 2개교, 인도네시아 15개교, 일본 15개교, 중화민국 9개교, 타이 4개교, 필리핀 13개교, 홍콩 3개교 등 총 9개국 69개교로 구성되어 있다.

## 가맹 대학

### 대한민국
- 계명대학교
- 서강대학교
- 숭실대학교
- 연세대학교
- 이화여자대학교
- 한남대학교
- 한동대학교

### 인도
- Christ University
- Lady Doak College

### 인도네시아
- Atma Jaya Catholic University Jakarta
- Atma Jaya Catholic University Yogyakarta
- Dhyana Pura University
- Duta Wacana Christian University
- Krida Wacana Christian University
- Maranatha Christian University
- Parahyangan Catholic University
- Pelita Harapan University
- Petra Christian University
- Sanata Dharma University
- Satya Wacana Christian University
- Soegijapranata Catholic University
- University of HKBP Nommensen

### 일본
- 간세이 가쿠인 대학
- 고베 조가쿠인 대학
- 국제 기독교 대학
- 난잔 대학
- 도시샤 대학
- 도쿄 여자대학
- 메이지 가쿠인 대학
- 모모야마 가쿠인 대학
- 세이난 가쿠인 대학
- 아오야마 가쿠인 대학
- 오비린 대학
- 오사카 조가쿠인 대학
- 조치 대학
- 호쿠세이 가쿠엔 대학
- 히로시마 조가쿠인 대학

### 중화민국
- 둥우 대학 (東吳大學)
- 둥하이 대학 (東海大學)
- 성 요한 과기대학 (聖約翰科技大學)
- 원자오 외어대학 (文藻外語大學)
- 중위안 대학 (中原大學)
- 진리 대학 (真理大學)
- 징이 대학 (靜宜大學)
- 창룽 대학 (長榮大學)
- 푸런 대학 (輔仁大學)

### 타이
- Asia-Pacific International University
- Assumption University
- Christian University of Thailand
- Payap University

### 필리핀
- Ateneo de Manila University
- Central Philippine University
- De La Salle University
- De La Salle University-Dasmarinas
- Filamer Christian University
- Miriam College
- Philippine Christian University
- Silliman University
- St. Paul University Philippines
- Trinity University of Asia

### 홍콩
- 링난 대학 (嶺南大學)
- 홍콩 중문 대학 (香港中文大學) 충지 학원 (崇基學院)
- 홍콩 침례 대학 (香港浸會大學)